# كافالكانتي دي كافالكانتي
كافالكانتي دي كافالكانتي (بالإيطالية: Cavalcante dei Cavalcanti)‏ (توفي 1280) هو فيلسوف فلورنسي أبيقوري والد جويدو كافالكانتي، وهو صديق مقرب من دانتي أليغييري.